# Dystrykt Leribe
Dystrykt Leribe – jest jednym z 10 dystryktów w Lesotho.